# Hangszalagrés

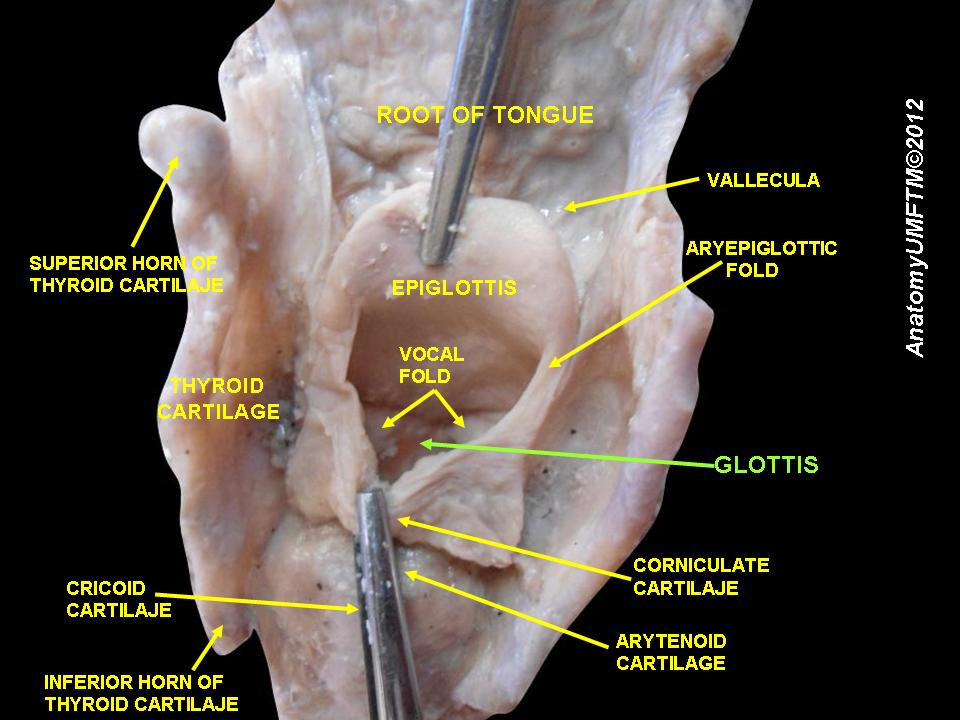
A hangszalagrés (glottis)

A hangrés vagy hangszalagrés (idegen szóval glottis, olykor magyarosan glottisz alakban is) a hangszalagok közötti nyílás, ahol a beszédhang létrejön. (A glottis tágabb értelemben jelentheti a rés együttesét is a hangszalagokkal.) Férfiaknál általában 17–24 mm széles, nőknél 13–17 mm-es. Az itt elhelyezkedő hangszalagokat nevezzük „valódi” hangszalagnak, szemben a kicsivel följebb, a gégefőben lévő „álhangszalagokkal” vagy ventrikuláris szalagokkal. A hangszalagok rezgéséből jön létre a zönge, amely a magánhangzóknál és a zöngés mássalhangzóknál használatos.
A hangszalagrésnek hat fajtáját, illetve a hangszalagoknak hat állását különböztetjük meg:
- zárállás (a hangszalagok és a kannaporcok is zárat képeznek, nincs levegőáramlás; ennek felpattintásával jöhet létre a tüdőből áramló levegő hatására a gégezárhang, ill. glottális zárhang)
- zöngeállás (a kannaporcok zárt alkotnak, akárcsak a hangszalagok; a tüdőből kiáramló levegő viszont másodpercenként akár több százszor is felpattintja a hangszalagok zárját, és zönge képződik)
- h-állás (a hangszalagok kb. 10 fokos szöget zárnak be; a levegő súrlódva távozik, réshang jön létre)
- szűk lélegző állás vagy fúvóállás (a hangszalagok és a kannaporcok is nyitottak)
- tág lélegző állás (a hangszalagok és a kannaporcok szélesre nyílnak, pl. ha valaki mély lélegzetet vesz)
- suttogó állás (a hangszalagok zárt alkotnak, a levegő a szétnyíló kannaporcok közti résen távozik, de zönge nem keletkezik)

Azokat a hangokat, amelyek a hangrésben jönnek létre, glottális (esetleg laringális) hangoknak hívjuk. Amennyiben a hangszalagok szorosan zárt állásból kinyílnak, a kiáramló levegő glottális stopot kelt (jele: ʔ), amely számos nyelvben fonémaként, másutt allofónként használatos (például az angolban a [t] allofónjaként). A hangszalagok szélesre nyitott állása esetén a kinyomuló levegő energiája hallható súrlódást eredményez, amelynek neve laringális vagy glottális réshang (a h két ejtésváltozata: zöngétlen: h és zöngés: ɦ).